# Kanton Domme
Der Kanton Domme war von 1790 bis 2015 ein französischer Wahlkreis im Arrondissement Sarlat-la-Canéda, im Département Dordogne und in der Region Aquitanien; sein Hauptort war Domme, Vertreter im Generalrat des Départements war durchgehend von 1988 bis 2015, wiedergewählt 2008, Germinal Peiro. 
Der Kanton war 221,26 km² groß und hatte 6044 Einwohner (Stand: 1999). 

## Gemeinden
| Gemeinde                 | Einwohner Jahr | Fläche km² | Bevölkerungsdichte | Postleitzahl | Code INSEE |
| ------------------------ | -------------- | ---------- | ------------------ | ------------ | ---------- |
| Bouzic                   | 149 (2013)     | –          | – Einw./km²        | 24250        | 24063      |
| Castelnaud-la-Chapelle   | 475 (2013)     | –          | – Einw./km²        | 24250        | 24086      |
| Cénac-et-Saint-Julien    | 1193 (2013)    | –          | – Einw./km²        | 24250        | 24091      |
| Daglan                   | 556 (2013)     | –          | – Einw./km²        | 24250        | 24150      |
| Domme                    | 961 (2013)     | –          | – Einw./km²        | 24250        | 24152      |
| Florimont-Gaumier        | 142 (2013)     | –          | – Einw./km²        | 24250        | 24184      |
| Groléjac                 | 630 (2013)     | –          | – Einw./km²        | 24250        | 24207      |
| Nabirat                  | 378 (2013)     | –          | – Einw./km²        | 24250        | 24300      |
| Saint-Aubin-de-Nabirat   | 137 (2013)     | –          | – Einw./km²        | 24250        | 24375      |
| Saint-Cybranet           | 410 (2013)     | –          | – Einw./km²        | 24250        | 24395      |
| Saint-Laurent-la-Vallée  | 265 (2013)     | –          | – Einw./km²        | 24170        | 24438      |
| Saint-Martial-de-Nabirat | 616 (2013)     | –          | – Einw./km²        | 24250        | 24450      |
| Saint-Pompont            | 431 (2013)     | –          | – Einw./km²        | 24170        | 24488      |
| Veyrines-de-Domme        | 223 (2013)     | –          | – Einw./km²        | 24250        | 24575      |

## Bevölkerungsentwicklung
| 1962 | 1968 | 1975 | 1982 | 1990 | 1999 |
| ---- | ---- | ---- | ---- | ---- | ---- |
| 5565 | 5869 | 5735 | 5733 | 5900 | 6044 |